# Alfarería en Cantabria
La alfarería en Cantabria, como fenómeno etnográfico posterior a la romanización, sintetiza influencias de zonas periféricas como Asturias, Burgos y León. Sus centros más importantes fueron Cos y los distribuidos por los valles pasiegos.

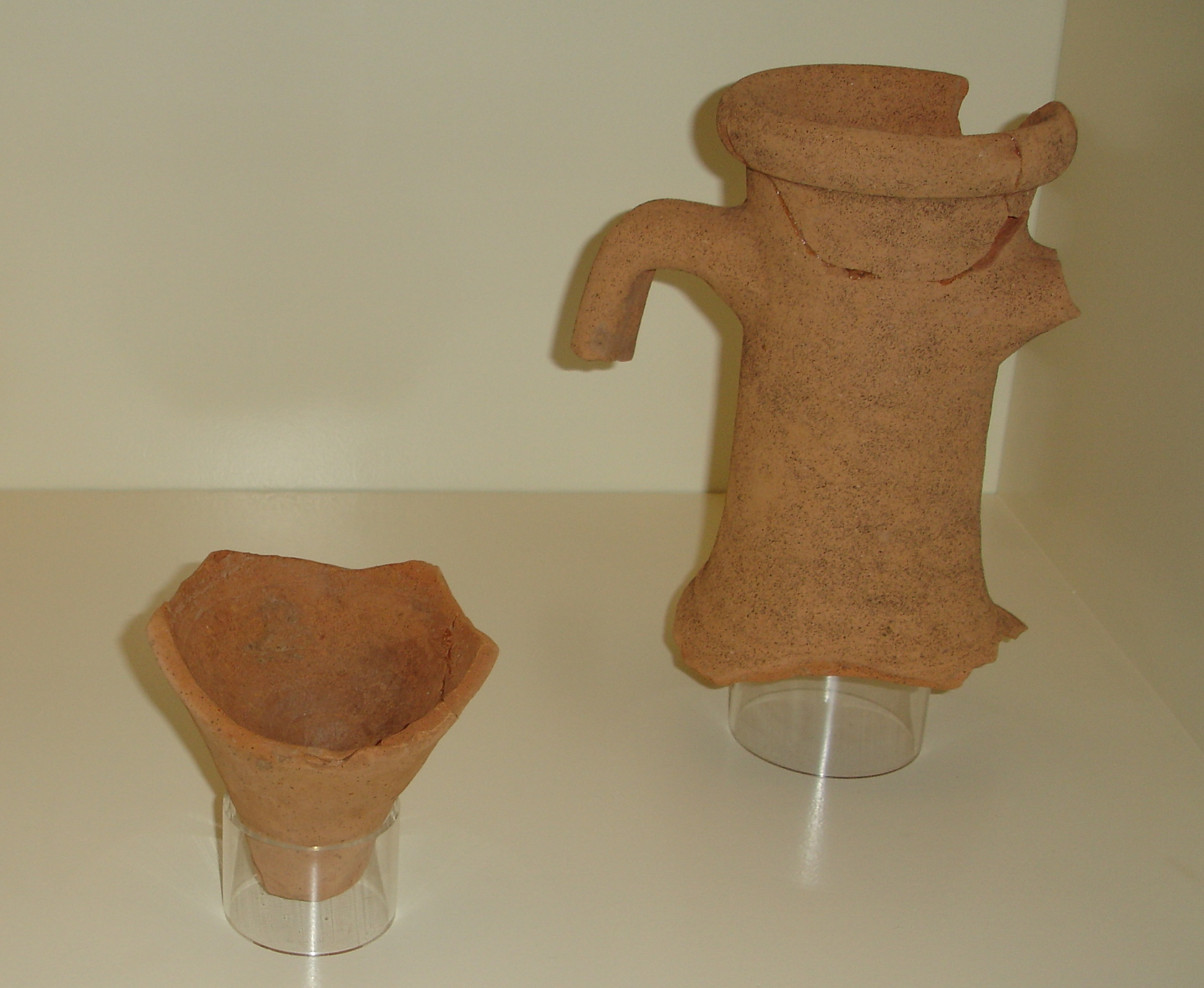
Restos de un ánfora vinaria encontrada en el yacimiento de Julióbriga.

## Fábricas de loza fina
En la antigua provincia de Santander, como en el resto del Norte español, las industrias de loza fina que nacieron con la Ilustración se instalaron cerca de la costa cantábrica, próximas a las vías de comercio naviero.
Así ocurrió con las de Isla, Posadoiros, las menores de Noja y Las Llamas, y la más importante y duradera, la de Galizano, citada por Madoz. Todas ellas intentaron competir con las lozas finas importadas del extranjero, sin poder superar el inconveniente económico del alto precio del plomo y el estaño, indispensables para el baño esmaltador.
Otra importante industria de loza industrial fue la fábrica de la Ibero Tanagra (en la línea de los Pickman sevillanos o La Segovianade los Zuloaga). Instalada en el barrio de Adarzo, en Santander, fue fundada en 1912 la firma Abarca Raba y Compañía. Produjo inicialmente vajillas y juegos de café, y a partir de la década de 1920, cerámica sanitaria y eléctrica. Entre las decoraciones con estampaciones calcográficas, destacan algunos diseños de José Arrúe.

## Centros alfareros desaparecidos y recuperados
Recogidos en los diccionarios de Miñano y Madoz y glosados por el etnógrafo montañés Adriano García Lomas, queda referencia de alfares populares en el interior: zona de Trasmiera, ollerías de Cos, en Mazcuerras, y en puntos de los valles de Cabuérniga y Perozo.
Por su parte, la historiadora Natacha Seseña en su guía de cacharrería popular, menciona alfares desaparecidos en Coto de Estrada, Potes y Cos. Por su parte, el Museo de Chinchilla, en Albacete, expone piezas antiguas y nuevas recogidas en Oruña de Piélagos, Ruiloba, y Santillana del Mar.

### Cos
Esta localidad usó ruedas de mano semejantes a las de Faro en tierras asturianas. Se fabricaron cazuelas, ollas y pucheros, genéricamente llamados “vasa”, “tarreñas” o jarras de pastor, y “embernías” (unos barreños vidriados como los usados en Campoo para la producción de nata. En su conjunto, eran de basta factura, vidriado interior y toscos elementos decorativos como chorreaduras o tierra clara. Se documentan ocho hornos de cerámica en el siglo XVIII.

### Valles del Pas
En el Museo Nacional de Antropología (y antes Museo del Pueblo Español) se etiqueta una colección de piezas de loza muy basta en vidriado estannífero y decoración azul oscuro y datadas en el siglo , con el nombre de Talavera de Pas (Valle del Pas), tomando la denominación de 'talaveras' por la popular cerámica de ese foco toledano.
También se documenta actividad en Meruelo y Ojáiz, alfares extinguidos de obra basta similar a la fabricada en las vecinas Merindades. Ya en el siglo xxi algunos artesanos trabajan en la recuperación de formas y decoraciones de la fábrica de loza de Galizano (blanca con decoraciones vegetales y geométricas en azul y verde), y en cacharrería de los alfares mencionados.

### Nuevos alfares
A partir de 1986, en torno al llamado “Colectivo de ceramistas de Cantabria” se crearon talleres como “Cartes”, “El Molino”, “Engobe”,  “La arena”, “La Aurana”, “Barros”, “Ruiloba”, y de otros ceramistas como Isabelle Beaumont, Raquel Herreros, Mª Ángeles Velarde, Víctor Manuel da Silva, Cristina Alejano Colino, Rafael Blanco, Serafín Torices Argumosa. En Revilla de Camargo Juan José Revuelta diseña murales en cerámica de grandes dimensiones.